# Coupe de Suisse de hockey sur glace 1965-1966
Navigation
1964-1965 1971-1972
La Coupe de Suisse de hockey sur glace 1965-1966 est la 10e édition de cette compétition de hockey sur glace organisée par la Fédération suisse de hockey sur glace. La Coupe a débuté le 17 octobre 1965 et s'est terminée le 22 février 1966 avec la victoire du Grasshopper Club Zurich sur le Zürcher SC.

## Formule
La compétition se déroule en 8 tours. Les vainqueurs d'un tour se qualifient directement pour le suivant.

## Participants
| Ligue nationale A (LNA) | Ligue nationale B (LNB)             | Ligues inférieures       | Ligues inférieures     |
| ----------------------- | ----------------------------------- | ------------------------ | ---------------------- |
| HC La Chaux-de-Fonds    | HC Ambrì-Piotta                     | EHC Aarau                | HC Le Sentier          |
| Genève-Servette HC      | HC Bâle-Rotweiss                    | HC Ascona                | EHC Niederbipp         |
| Grasshopper Club Zurich | HC Bienne                           | Baarer SC                | Niederrohrdorf         |
| EHC Kloten              | HC Crans-Montana                    | EHC Bassersdorf          | HC Olten               |
| SC Langnau              | CP Fleurier                         | GDT Bellinzone           | HC Petit-Huningue      |
| HC Viège                | HC Gottéron                         | EHC Binnigen             | EHC Rheinfelden        |
| Villars HC              | SC Küsnacht (de)                    | Breitlachen              | EHC Rot-Blau Bern (de) |
| Zürcher SC              | SC Langenthal                       | HC Champéry              | HC Saint-Gall          |
|                         | Lausanne HC                         | HC Château-d'Œx          | HC Saint-Imier         |
|                         | CP Lucerne                          | HC Chiasso               | HC Schaffhouse         |
|                         | HC Lugano                           | EHC Dübendorf            | Star Lausanne HC       |
|                         | HC Martigny                         | Forward Morges HC        | HC Steffisburg         |
|                         | Neuchâtel Sports Young Sprinters HC | Hasle-Rüegsau            | EHC Thun               |
|                         | SC Rapperswil-Jona                  | Hedingen                 | HC Uster               |
|                         | EHC Riesbach                        | SC Herisau               | EHC Uzwil (de)         |
|                         | HC Sierre                           | EHC Illnau (de)          | HC Walliselen          |
|                         | HC Sion                             | Länggasse Berne          | EHC Wetzikon           |
|                         |                                     | HC Le Locle              | HC Yverdon-les-Bains   |
|                         |                                     | HC Le Pont-Charbonnières |                        |

## Nombre d'équipes par ligue et par tour
| Ligue/Manche                | Tour préliminaire | Premier tour | Deuxième tour | Troisième tour | Huitièmes de finale | Quarts de finale | Demi- finales | Finale |
| --------------------------- | ----------------- | ------------ | ------------- | -------------- | ------------------- | ---------------- | ------------- | ------ |
| LNA 8 clubs                 | Aucun             | Aucun        | Aucun         | Aucun          | 8                   | 6                | 4             | 2      |
| LNB 17 clubs                | Aucun             | Aucun        | 17            | 14             | 8                   | 2                | Aucun         | Aucun  |
| Ligues inférieures 37 clubs | 14                | 30           | 15            | 2              | Aucun               | Aucun            | Aucun         | Aucun  |
| Total                       | 14                | 30           | 32            | 16             | 16                  | 8                | 4             | 2      |

## Résultats

### Tour préliminaire
| 17 octobre 1965 | Baarer SC | 12-3 | Niederrohrdorf |  |

| 18 octobre 1965 | Hedingen | 6-5 (pr) | HC Walliselen |  |

| 18 octobre 1965 | SC Herisau | 2-4 | HC Uster |  |

| 20 octobre 1965 | HC Olten | 10-3 | EHC Rheinfelden |  |

| 20 octobre 1965 | HC Saint-Gall | 3-5 | HC Schaffhouse |  |

| 22 octobre 1965 | HC Chiasso | 2-15 | GDT Bellinzone |  |

| 22 octobre 1965 | Star Lausanne HC | 5-3 | HC Château-d'Œx |  |

### Premier tour
| 20 octobre 1965 | EHC Uzwil (de) | 4-5 (pr) | EHC Bassersdorf |  |

| 20 octobre 1965 | EHC Aarau | 2-5 | EHC Binnigen |  |

| 22 octobre 1965 | HC Yverdon-les-Bains | 6-5 (2-3, 2-1, 2-1) | HC Saint-Imier |  |

| 23 octobre 1965 | EHC Dübendorf | 4-3 (1-2, 1-1, 2-0) | HC Schaffhouse |  |

| 23 octobre 1965 | EHC Thun | 13-0 | Hasle-Rüegsau |  |

| 23 octobre 1965 | HC Champéry | 0-27 (0-5, 0-10, 0-12) | Forward Morges HC |  |

| 24 octobre 1965 | EHC Wetzikon | 16-2 | Hedingen |  |

| 24 octobre 1965 | EHC Illnau (de) | 6-3 | HC Uster |  |

| 24 octobre 1965 | HC Olten | 6-1 | EHC Niederbipp |  |

| 24 octobre 1965 | EHC Rot-Blau Bern (de) | 12-4 | Länggasse Berne |  |

| 24 octobre 1965 | Breitlachen | 4-3 (pr) | Baarer SC |  |

| 24 octobre 1965 | HC Petit-Huningue | 6-3 | HC Steffisburg |  |

| 24 octobre 1965 | HC Le Locle | 18-2 | Star Lausanne HC |  |

| 24 octobre 1965 | HC Le Sentier | 2-4 | HC Le Pont-Charbonnières |  |

| 24 octobre 1965 | HC Ascona | 7-1 | GDT Bellinzone |  |

### Deuxième tour
|  | EHC Riesbach | 0-5 Forfait | HC Ascona |  |

| 23 octobre 1965 | Neuchâtel Sports Young Sprinters HC | 4-3 (2-1, 1-1, 1-1) | HC Sion |  |

| 26 octobre 1965 | CP Fleurier | 2-4 (1-2, 1-1, 0-1) | EHC Thun |  |

| 27 octobre 1965 | HC Ambrì-Piotta | 8-1 (3-0, 3-1, 2-0) | EHC Wetzikon |  |

| 27 octobre 1965 | HC Lugano | 9-0 (2-0, 3-0, 4-0) | EHC Bassersdorf |  |

| 27 octobre 1965 | HC Gottéron | 7-6 (3-1, 2-2, 2-3) | EHC Rot-Blau Bern (de) |  |

| 27 octobre 1965 | HC Sierre | 7-1 (0-1, 4-0, 3-0) | Forward Morges HC |  |

| 27 octobre 1965 | Breitlachen | 0-3 (0-2, 0-1, 0-0) | SC Rapperswil-Jona |  |

| 27 octobre 1965 | CP Lucerne | 10-0 (3-0, 3-0, 4-0) | EHC Dübendorf |  |

| 29 octobre 1965 | SC Küsnacht (de) | 15-1 (4-1, 6-0, 5-0) | EHC Illnau (de) |  |

| 29 octobre 1965 | SC Langenthal | 10-4 (4-1, 4-1, 2-2) | EHC Binnigen |  |

| 29 octobre 1965 | HC Olten | 2-9 (1-2, 1-2, 0-5) | HC Bâle-Rotweiss |  |

| 31 octobre 1965 | HC Crans-Montana | 9-5 (1-1, 3-3, 5-1) | HC Le Locle |  |

| 31 octobre 1965 | HC Bienne | 13-3 (6-1, 4-1, 3-1) | HC Petit-Huningue |  |

| 31 octobre 1965 | HC Martigny | 11-1 (5-0, 3-1, 3-0) | HC Le Pont-Charbonnières |  |

| 1er novembre 1965 | HC Yverdon-les-Bains | 0-8 | Lausanne HC |  |

### Troisième tour
| 16 novembre 1965 | HC Bâle-Rotweiss | 6-2 (0-1, 3-1, 3-0) | Neuchâtel Sports Young Sprinters HC |  |

| 23 novembre 1965 | HC Sierre | 2-3 (0-1, 1-1, 1-1) | Lausanne HC |  |

| 23 novembre 1965 | CP Lucerne | 4-3 (pr) (1-2, 2-0, 0-1, 1-0) | HC Ascona |  |

| 23 novembre 1965 | EHC Thun | 5-7 (3-4, 0-3, 2-0) | SC Langenthal |  |

| 25 novembre 1965 | HC Martigny | 6-1 | HC Crans-Montana |  |

| 26 novembre 1965 | HC Ambrì-Piotta | 13-3 (4-1, 5-1, 4-1) | SC Küsnacht (de) |  |

| 30 novembre 1965 | HC Bienne | 7-3 (0-0, 2-1, 5-2) | HC Gottéron |  |

| 1er décembre 1965 | SC Rapperswil-Jona | 1-5 (0-2, 1-1, 0-2) | HC Lugano |  |

### Huitièmes de finale
| 7 décembre 1965 | EHC Kloten | 2-4 (1-2, 1-1, 0-1) | Zürcher SC |  |

| 7 décembre 1965 | SC Langenthal | 6-1 (3-1, 2-0, 1-0) | CP Lucerne |  |

| 7 décembre 1965 | HC La Chaux-de-Fonds | 2-4 (0-1, 1-0, 1-3) | SC Langnau |  |

| 7 décembre 1965 | Genève-Servette HC | 6-0 (1-0, 2-0, 3-0) | HC Bâle-Rotweiss |  |

| 8 décembre 1965 | HC Bienne | 5-8 (0-3, 2-3, 3-2) | Villars HC |  |

| 8 décembre 1965 | HC Viège | 7-4 (2-0, 2-1, 3-3) | HC Lugano |  |

| 8 décembre 1965 | HC Ambrì-Piotta | 5-1 (2-0, 1-0, 2-1) | HC Martigny |  |

| 14 décembre 1965 | Lausanne HC | 1-6 (0-3, 0-1, 1-2) | Grasshopper Club Zurich |  |

### Quarts de finale
| 23 décembre 1965 | SC Langnau | 3-5 (1-1, 1-2, 0-3) | Genève-Servette HC |  |

| 26 décembre 1965 | Villars HC | 3-5 (0-3, 2-0, 1-2) | HC Viège |  |

| 26 décembre 1965 | HC Ambrì-Piotta | 2-4 (0-0, 1-3, 1-1) | Zürcher SC |  |

| 2 janvier 1966 | SC Langenthal | 1-6 (0-3, 0-1, 1-2) | Grasshopper Club Zurich |  |

### Demi-finales
| 18 janvier 1966 | HC Viège | 2-4 (0-0, 1-2, 1-2) | Grasshopper Club Zurich |  |

| 21 janvier 1966 | Zürcher SC | 5-3 (3-1, 1-1, 1-1) | Genève-Servette HC |  |

### Finale
| 22 février 1966 | Grasshopper Club Zurich | 6-3 (2-2, 2-0, 2-1) | Zürcher SC | Hallenstadion, Zurich |